# جان ميشيل شارلييه
جان ميشيل شارلييه (بالفرنسية: Jean-Michel Charlier)‏ (و. 1924 – 1989 م) هو كاتب قصص مصورة، وكاتب سيناريو بلجيكي، ولد في لييج، توفي في باريس، عن عمر يناهز 65 عاماً.

## وصلات خارجية
- جان ميشيل شارلييه على موقع IMDb (الإنجليزية)
- جان ميشيل شارلييه على موقع ألو سيني (الفرنسية)
- جان ميشيل شارلييه على موقع أول موفي (الإنجليزية)
- جان ميشيل شارلييه على موقع قاعدة بيانات الفيلم (الإنجليزية)
- جان ميشيل شارلييه على موقع كينوبويسك (الروسية)

- جان ميشيل شارلييه في قاعدة بيانات الأفلام على الإنترنت